# لبوديات
اللبوديات (الاسم العلمي: Ixodoidea) هو فيلق من الحيوانات يتبع رتبة لبوديات الشكل من طائفة العنكبيات.

## التصنيف
- اللبوديات الصلبة
  - اليغموشاوات
    - اليغموش